# Brigittenkirche (Danzig)

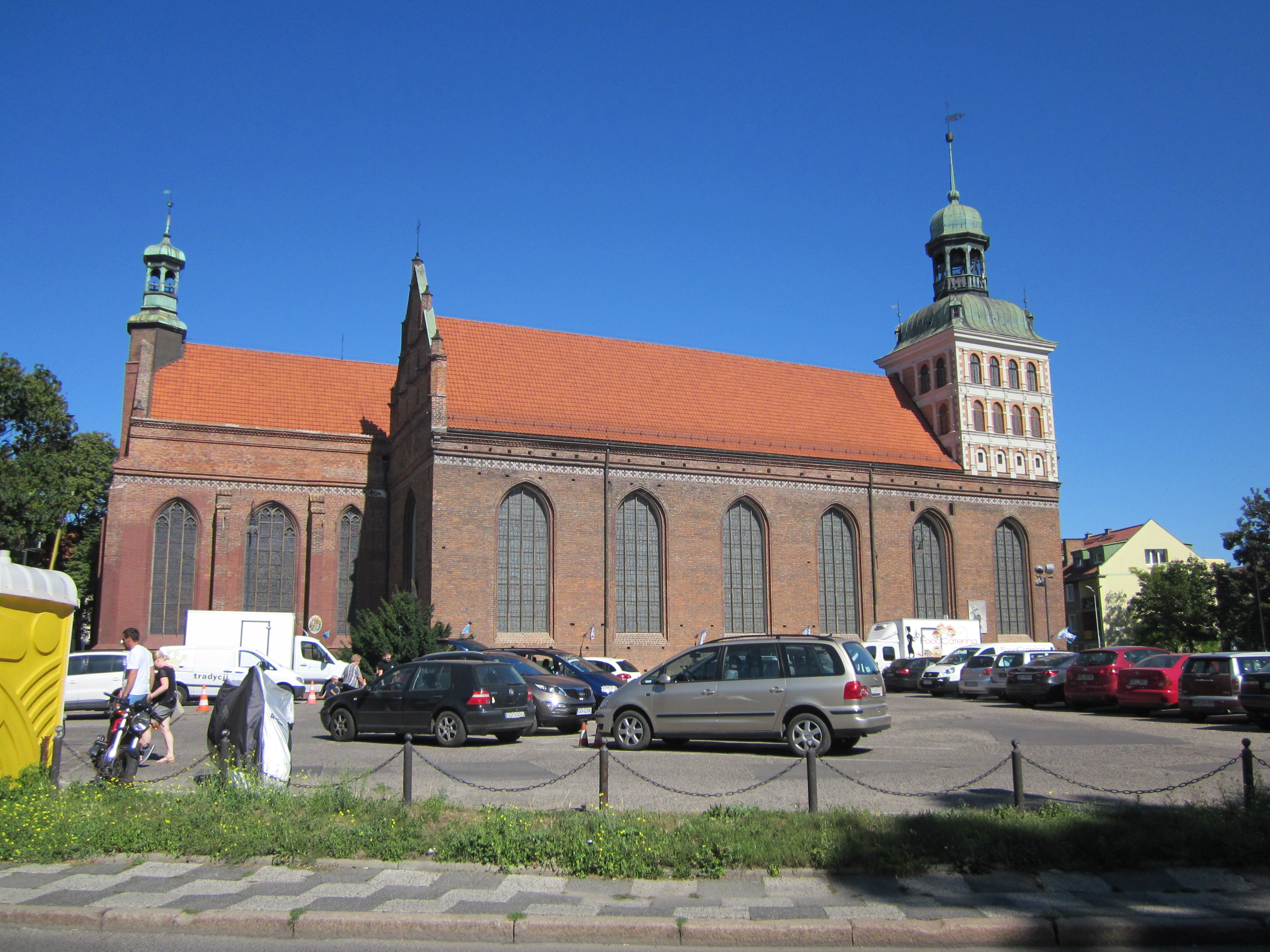
Brigittenkirche

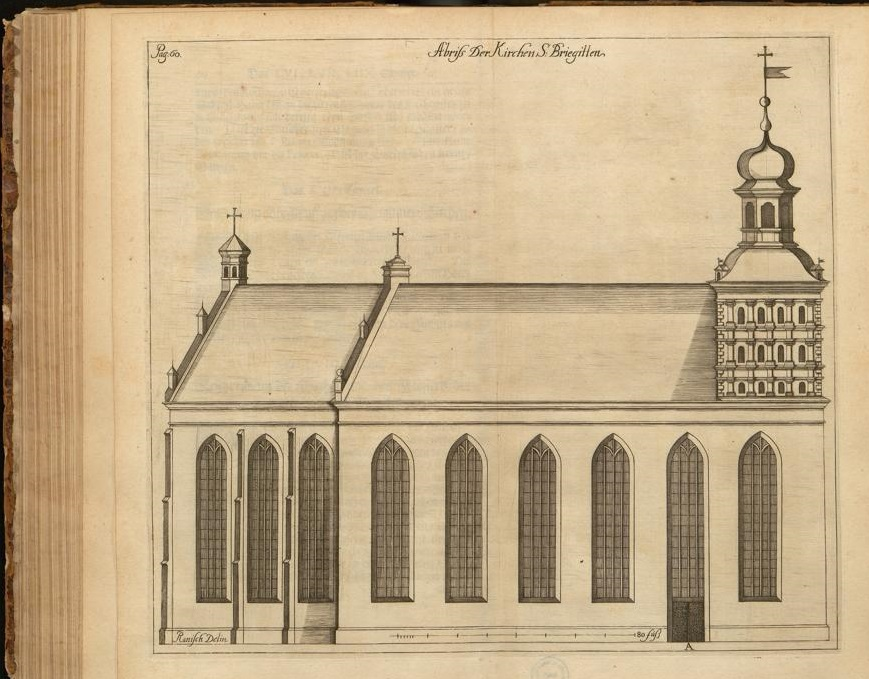
Aufriss Brigittenkirche von 1695

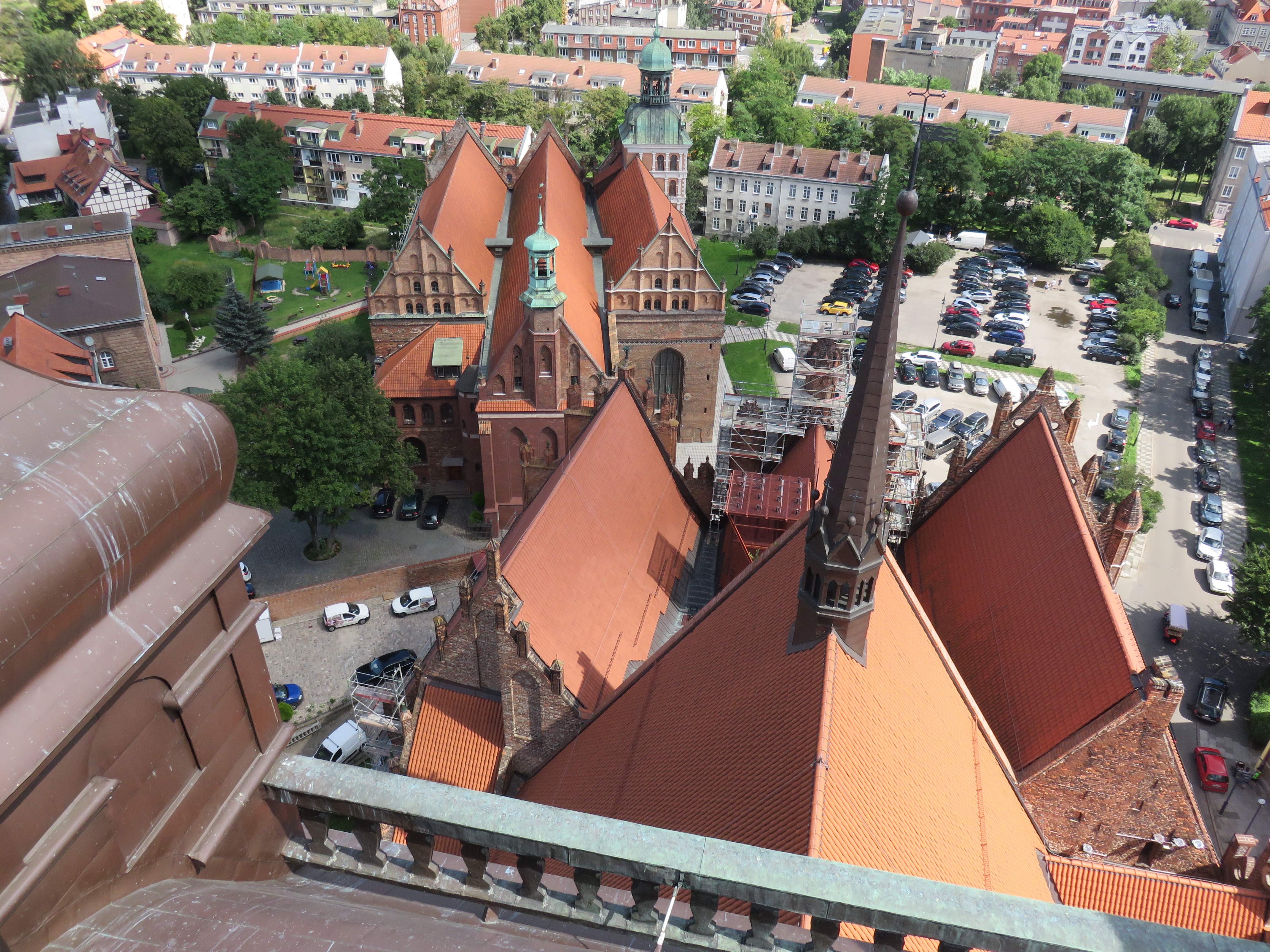
Brigittenkirche, Blick vom Turm der Katharinenkirche.

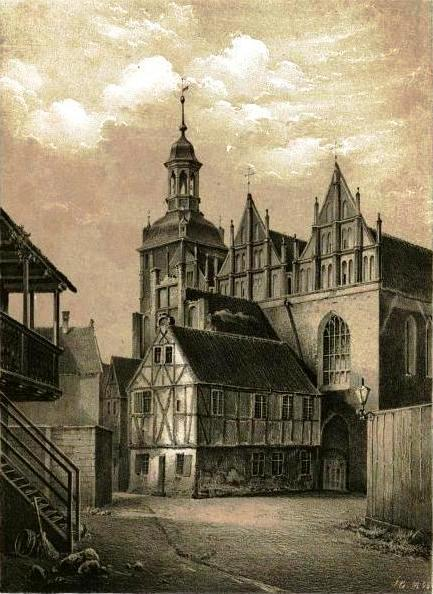
Brigittenkirche, Zeichnung von Julius Greth.

Die Brigittenkirche (polnisch Bazylika św. Brygidy) befindet sich in der Danziger Altstadt in der Ulica Profesorska und grenzt östlich an den Kirchhof der Katharinenkirche und den Radaunekanal. Die Klostergebäude befanden sich bis zu ihrem Abriss im Jahre 1849 zwischen der Nordwand der Kirche und dem Radaunekanal. 1992 erhielt die Kirche von Papst Johannes Paul II. den Status einer Basilica minor.

## Geschichte
Der Name der Kirche geht auf die heilige Birgitta von Schweden zurück. Im Jahr 1374 wurde der Leichnam der heiligen Brigitte, als er von Rom nach Schweden gebracht worden war, für etwa zwei Wochen in der kleinen Kapelle St. Maria Magdalena aufgebahrt, die sich am Platz der jetzigen Brigittenkirche befand. Aus diesem Anlass ließ 1396 der Hochmeister des Deutschen Ordens Konrad von Jungingen statt der Kapelle eine einschiffige Kirche bauen. Das kleine Nonnenkloster neben der Kapelle wurde vergrößert. Beides übergab er dem Brigittenorden. Das Kloster beherbergte noch Anfang des 16. Jahrhunderts 80 Nonnen.
Im Jahre 1587 brannten die Kirche und das Kloster nieder, die erst 1602 vom Brigittenorden wieder vollständig aufgebaut und umgestaltet wurden. Der im Renaissancestil ausgestaltete Innenraum der Kirche bestand aus drei Schiffen, getrennt durch zehn Pfeiler. Im Nonnenkloster wurden 1648 ein Kreuzgang und ein neues Schlafhaus gebaut. Im Jahre 1673 wurde in der südöstlichen Ecke der Kirche ein Glockenturm gebaut. In der ersten Hälfte des 18. Jahrhunderts erhielten die Kirche und das Kloster des Ordens ihr endgültiges Aussehen.
Während der Besetzung Danzigs um 1807 durch die französischen Truppen Napoleons wurden die Kirche und das Kloster als Kaserne genutzt. Für die Dauer der Besetzung mussten die Nonnen das Kloster verlassen. Viele kostbare Gegenstände und Ornamente aus der Innendekoration der Kirche gingen verloren. 1817 fand im Zuge der Preußischen Reformen unter König Friedrich Wilhelm III. die Säkularisation des Klosters statt, das nach dem Tode der im Kloster lebenden Menschen an Preußen übergehen musste. 1849 wurden die Klosterbauten abgerissen und an ihrer Stelle wurde das heutige Pfarrhaus gebaut.
Im Zweiten Weltkrieg, 1945, brannte die Kirche nieder und wurde größtenteils zerstört. Die letzten erhaltenen Fragmente des Dachstuhls und eine der Spitzen des südlichen Kirchenschiffs wurden 1957 durch ein Feuer zerstört. 1970 erfolgte auf Initiative des Pfarrers Henryk Jankowski ihr Wiederaufbau, der bis 1987 andauerte. In der Sakristei wurde das Gemälde H. Hahns von 1612 „Apotheose der heiligen Brigitta“ aufgehängt.
Während der Solidarność-Bewegung war sie Treffpunkt und Aktionszentrum der jungen freien Gewerkschaft um Lech Wałęsa und erlangte Berühmtheit. Der Propst der Brigittenkirche Henryk Jankowski war Wałęsas Beichtvater und einer der ersten Kirchenmänner, die die Streikenden und ihre Bewegung offen unterstützten.
Im Chor befindet sich ein 11 Meter hoher monumentaler Bernsteinaltar in Form einer aufstrebenden Lilie, der dem Andenken jener 28 Werftarbeiter gewidmet ist, die bei Protesten im Dezember 1970 ums Leben kamen.

## Legende zum Grundriss

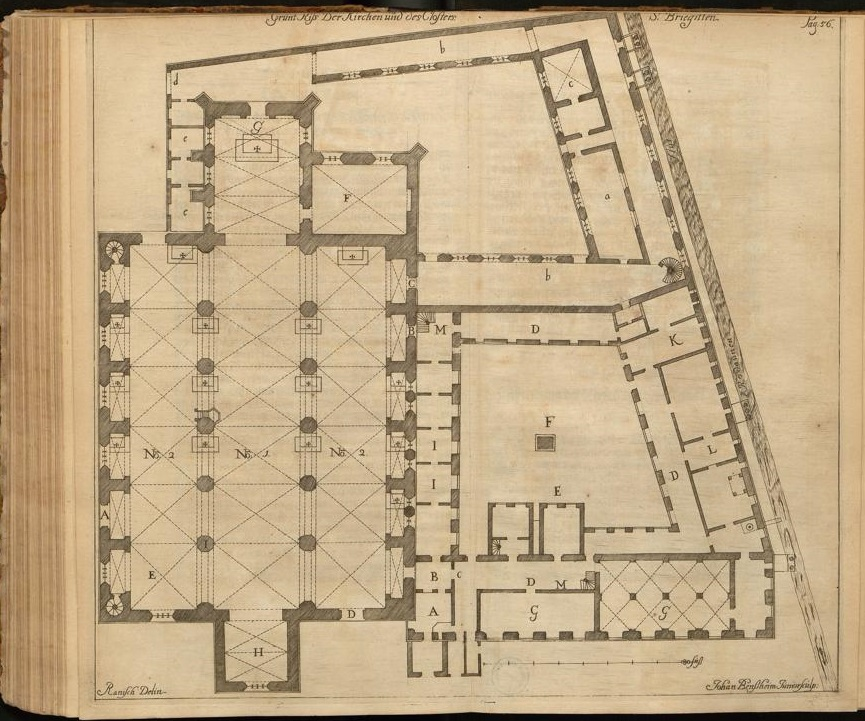
Grundriss Brigittenkirche

### Kirche
A: Großer Eingang, B und C: Türen von der Kirche zum Kreuzgang des Nonnenklosters, D: Tür zum Nonnen-Hof, E: Gewölbe im Bereich des Turms, F: Ankleidekammer, G: großer Altar, H: Gewölbe über der heiligen Grabhalle.

### Kloster
A: Eingang zum Kloster, B: Gesprächsstube mit Fremden, C: Eingang für das Gesinde zum Kloster, D: Umgänge im Kloster, E: innerer Klosterhof, F: ein Brunnen, G: Essenstube, H: Küche, I: Speisekammer, K: Backhaus, L: Waschhaus und Badestube, M: Aufgang zum Schlafhaus und Zellen.

## Innenansichten

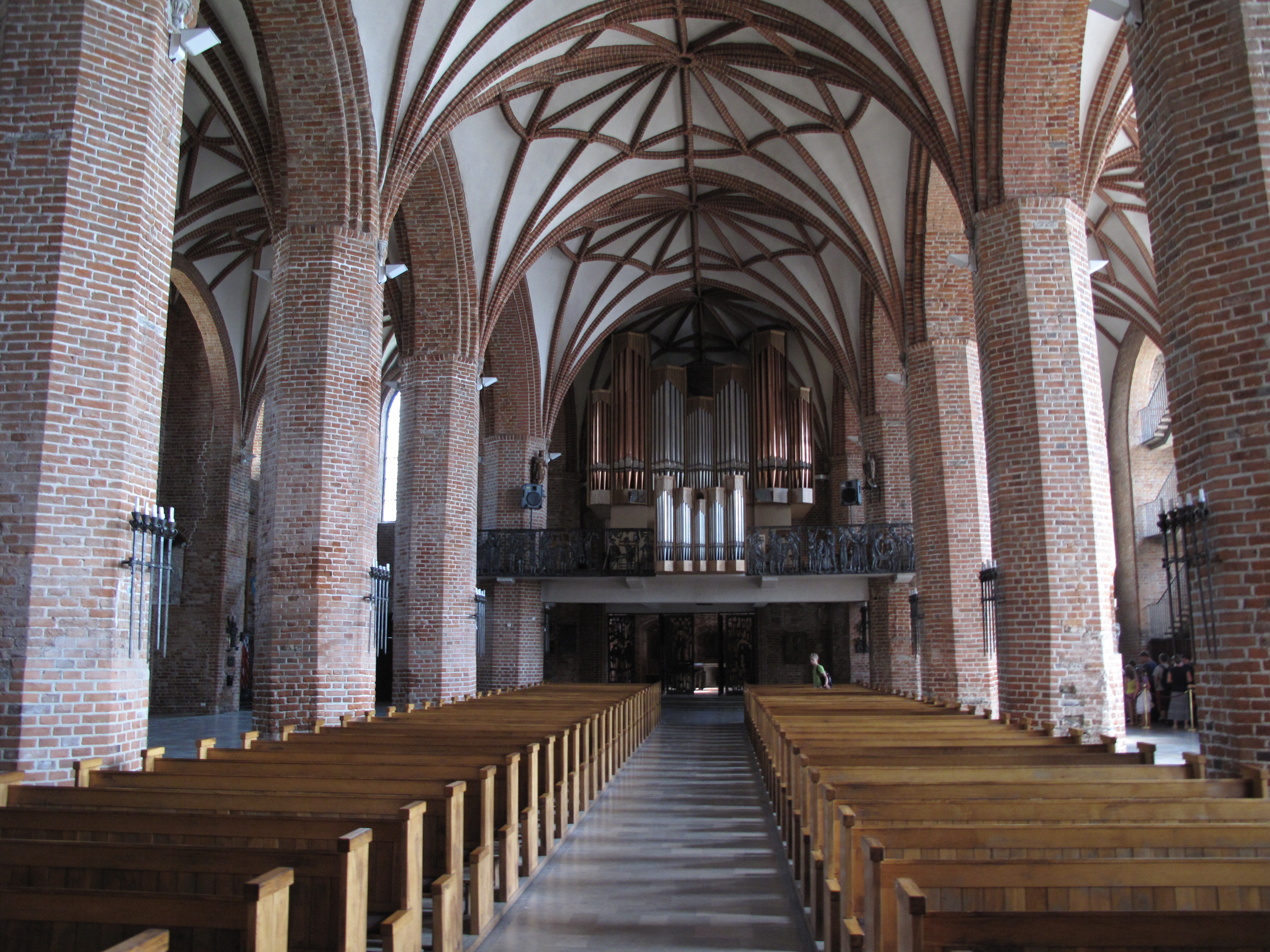
Mittelschiff und Orgel
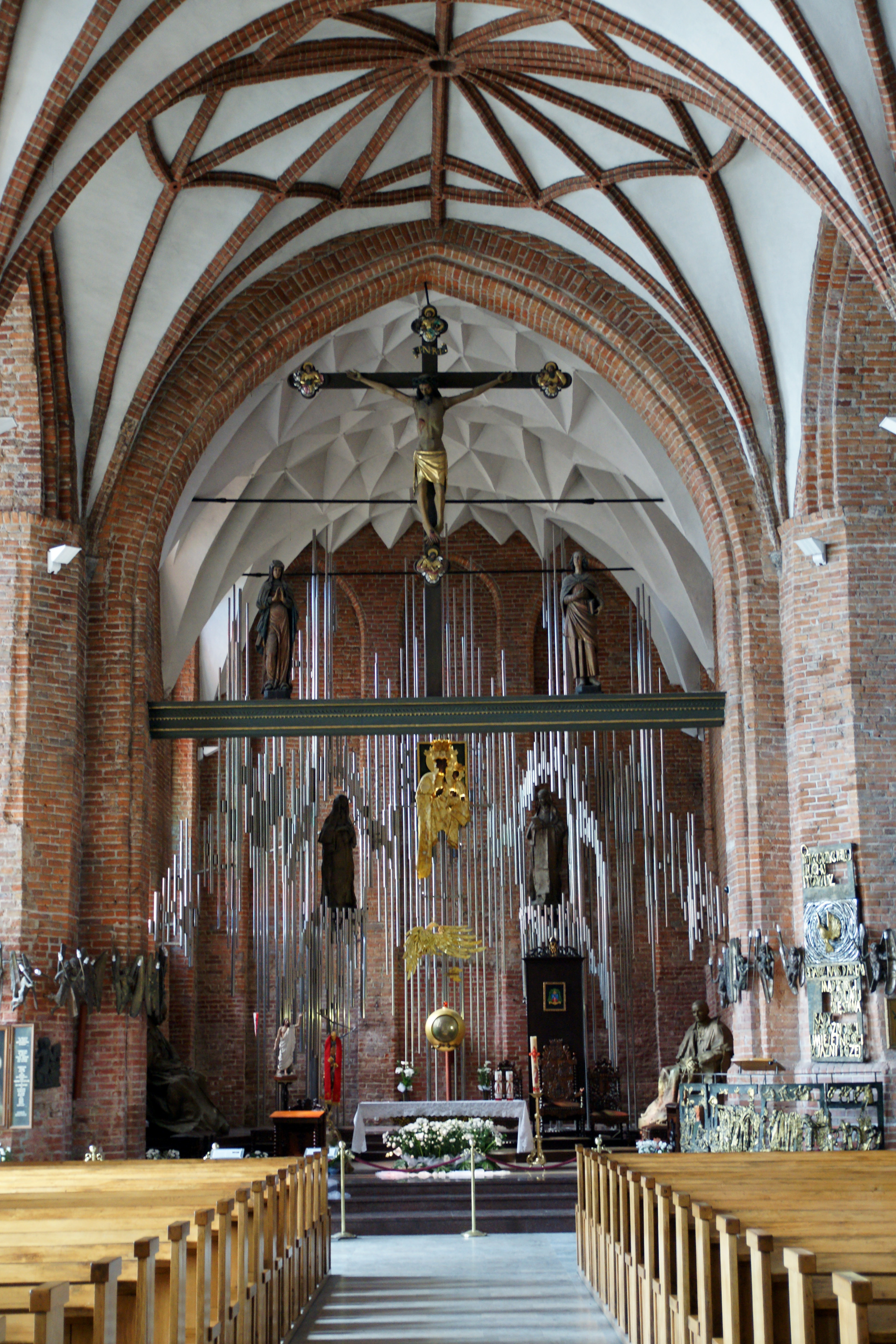
Altar
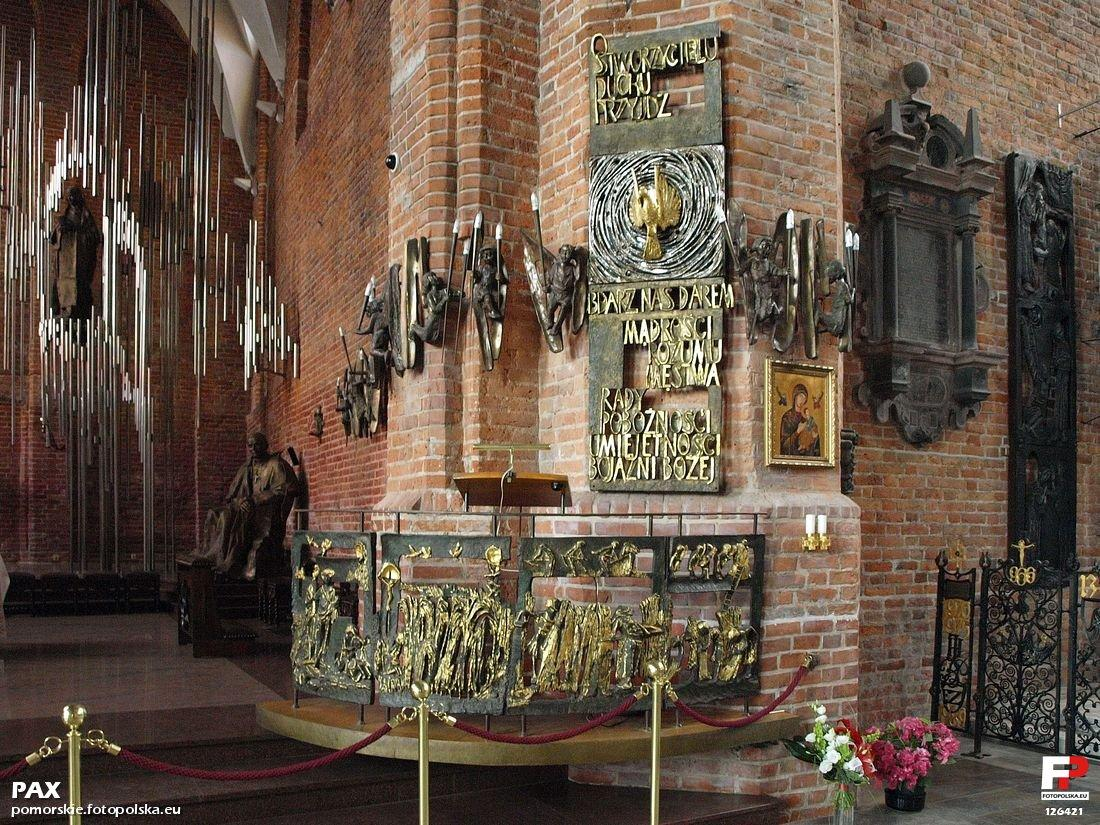
Kanzel